# 엘보스케
엘보스케(스페인어: El Bosque)는 칠레 산티아고 수도주 산티아고 현의 코무나이다.